# ハドソン・イタリア
ハドソン・イタリア（Hudson Italia）は、デトロイトのハドソン・モーター・カー・カンパニーがイタリアのカロッツェリア・トゥーリングと協力して限定的に生産し、後にアメリカン・モーターズにより1954年と1955年モデルイヤーに販売された実験的スタイリングを持つ2ドアクーペである。フランク・スプリング (Frank Spring) によりデザインされ、1954年1月14日に発表されたイタリアはハドソン・ジェット (Hudson Jet) のプラットフォームと駆動系を基にしていたが、特徴のあるボディと内装を備えていた。

## 開発
1950年代の初めにハドソン社はホーネット、直列6気筒エンジン、ジェット、後にイタリアとなる車といった幾つかの開発計画を始動した。ハドソンの経営陣は、クライスラーがカロッツェリア・ギアとの協業で得た広告宣伝効果とその成果物であるショーカーと同様のものを求めており、ハドソン・イタリアのコンセプトはクライスラー・ギア スペシャル（1951 - 1953年）の評判を後追いしたものであった。元々の構想は「強化したハドソン・ホーネットを基にした高速でスポーティな車を造ること」であり、カレラ・パナメリカーナ・メヒコへの参加も視野に入れていた。フラッグシップとなる欧州車風の先進的なスタイリングを持ったクーペは、シボレー・コルベットやフォード・サンダーバードの競合車となるはずであった。この車の目的は、ハドソン社に対するブランド認知力の向上と新しいスタイリングに対する消費者の反応を計るためであった。
チーフ・デザイナーのフランク・スプリングは、ハドソン・ジェット シリーズの開発中にハドソンの商品群に姿勢の低いスタイリッシュな車を用意したいと考えたが、経営陣の要求する「無分別な変更」によりジェットはスプリングが考えていたものよりも野暮ったいものとなった。この埋め合わせに経営陣は「不満溢れるスプリングにジェットの機械機構を基にした“実験的な”スポーツカーを製作することを許可した。」といわれる。別のデザイン・スタジオへの移籍を真剣に考えていたスプリングは、直列6気筒エンジン搭載の初代シボレー・コルベットや当時の新型フォード・サンダーバードの競合車となる上にヨーロッパ風に洗練された豪華なグランツーリスモの味を持つスポーツクーペをデザインしたいと考えていた。
全く新規の車を開発する十分な資金を持ち合わせていなかったハドソンは、ミラノのカロッツェリア・トゥーリングと試作車を造る契約を締結し、1台のハドソン・ジェットの完成車がイタリアへ向けて出荷された。スプリングの描いたスケッチを基にした新しいボディ・デザインは鋼管フレームの上に形作られていたが、このアルミニウム製パネルの一体型ボディはスーペルレッジェーラ（superleggera：イタリア語で「超軽量」の意）として知られ、「高価格で当時としては非常に革新的」だとされる。カロッツェリア・トゥーリングの作業はスプリングとハドソンの副社長スチュアート・ベイツ (Stuart Baits) の監督下で行われた。イタリア（複数台のクーペと1台の4ドア試作車）は、カロッツェリア・トゥーリングがアメリカ合衆国の自動車メーカー向けに行った唯一の仕事であった。
ハドソンがこのコンセプトカーの対価として支払った金額はわずか$28,000とされている。イタリアの粋とアメリカの派手さを奇妙に併せ持つこの車は1953年末まで米国内各地のハドソンのディーラーに展示され、顧客たちからは好評を持って受け入れられた。米国内とヨーロッパ数か国のモーターショーや1954年1月に開催された国際スポーツカーショーにも展示された。
この車は最初「スーパー・ジェット」 (Super Jet) という名称で登場し、アルミニウム製ボディ、ラップアラウンド・ウインドシールド（1953年のコルベットを連想させる）、良好な乗降性確保のために屋根に14インチ (356 mm)切り込んだドア開口部（エアクラフト・ドアと呼ばれた）といった数々の先進的な要素を盛り込まれていた。1948年から採用されているハドソンの「ステップ・ダウン」式フロアパン ("step-down" floorpan) の恩恵を受けてイタリアはジェットよりも車高が9 in (229 mm)低かったが、105 in (2,667 mm)のホイールベースは共通であった。この試作車はボラーニ (Borrani) 製のクロームメッキされたワイヤーホイールとオーバードライブ (overdrive) が組み込まれたコラムシフト式の3速マニュアルトランスミッション (MT) を備えていた。

## デザイン
ジェットのスタイリングが保守的であった反面、イタリアのそれは全く違っていた。ジェットよりも10インチ (254 mm)低く、ヘッドランプの上の前部フェンダーには前輪ブレーキへ冷却風を導くV字型の吸入口を備えていたが、これは実際には「フェンダー下側とタイヤ上部」の空気を排出するだけと考えられている。前部バンパーは中央部で跳ね上がり、フロントグリルに重なる大きな逆「V」（逆にしたトレードマークのハドソン・トライアングル）を誇示していた。後部フェンダーの吸入口は後輪ブレーキを冷却する役割を果たしていた。車体の後部では後部フェンダーの波形の溝に埋め込まれた積み重ねられた片側3本のクローム管の後端にテールランプ、方向指示器、バックアップライトが配置されていた。生産型ではオーバードライブ機構は搭載されず、計器盤も異なり、皮革とビニールレザーを組み合わせた内装表皮が使用された。
イタリアはラジオを装備（キャデラックでもまだ標準装備ではなかった）。赤白の革製表皮で、肩と背中の下部の2カ所に枕状クッションを持つリクライニング機構を有する背もたれの座席は、最高度の快適性のために3種類の異なる密度のフォームラバーを使用した体にぴったりした形状のバケットシート であった。背もたれの下部クッションは上部よりも堅く、この2つのクッションの間は「搭乗者が動くことで『実質的にシートが呼吸する』空間」となっていた。鮮やかな赤色の毛足の長いイタリア製カーペットと揃えて赤色で仕上げられた無反射のダッシュボードは、「イタリアン・クリーム」の内装色とのコントラスト生み出していた。ナッシュ車が標準装備の先駆となったシートベルトも登場直後の早い段階で赤色の革製のものが装備されたが、これは座席自体に固定されていただけであった。1950年代の米国車から一般的になってきた、通常はゼネラルモーターズの発明と称される、カウル上の吸入口から外気を取り入れるフロー・スルー・ベンチレーションも標準で装備されていた。
イタリアは、202 cu in (3.3 L)のL-ヘッド 直列6気筒のハドソン製「ツインH」 (Twin H) に 8:1の高い圧縮比と連装のシングルバレル・ダウンドラフト・キャブレターを与えられて出力114 hp (85 kW; 116 PS)に高められたエンジンと、全車コラムシフト式3速MTを備えていた。前後輪共にドラムブレーキ で、座席の後ろには荷物固定用のストラップ付の大きなラゲッジスペースを備え、その室外側は鍵のかかるトランクとなっていた。

## 生産
ハドソンはカロッツェリア・トゥーリングに合計で50台と言われる台数の生産を委託し、「スーパー・ジェット」に必要な部品をイタリアへ送った。イタリアの低い人件費にもかかわらず、このハンドメイド車の価格はアメリカン・モーターズの広報資料（日付不明）によるとニューヨークでの出入国港渡し (port of entry :POE) の価格で$4,350、1953年9月23日付のハドソンから各ディーラーに送られた文書と『モーター・トレンド』誌1954年10月号に掲載されたリストによるとデトロイトでのFOB価格で$4,800となっていた。これは当時のキャデラック（最低価格が$3,995の62クーペ・ドゥ・ビル）よりも高価格であった。
ハドソンのディーラーは1953年9月23日から注文を受け始めたが、市場の反応は確定注文がわずか18、19台という生ぬるいものであった。ディーラー側は、イタリアの価格が高いことと、より高出力のホーネット用エンジンが搭載されないことに失望した。これより低価格帯には$4,721のナッシュ＝ヒーレー (Nash-Healey) 、$3,668のカイザー・ダーリン (Kaiser Darrin) 、$3,523のシボレー・コルベットといった車があった。
1954年1月14日にハドソンとナッシュ＝ケルビネーターは合併してアメリカン・モーターズ となることを発表した。ハドソンの見通しでは独立したブランドとしては1954年5月のAMCへの完全統合で終了するはずであった。この新しく設立された自動車メーカーは全てのハドソンディーラーに対し、イタリア組み立て車の前払い金を受けての顧客からの受注の期限を通知したが、ナッシュやハドソンといった「廃版」ブランド車は顧客からは忌避され、急速に販売数は減っていた。イタリアの注文はほぼ皆無で、AMCは追加で僅か15台の生産を委託しただけであった。
新たなAMCの経営陣はイタリアの販売拡大には無頓着であり、カロッツェリア・トゥーリングが補修用のボディと加飾部品の供給を断ってきたことで更なる難問に直面した。イタリアの販売担当幹部であったロイ・D・チェイピン・ジュニア (Roy D. Chapin, Jr.) は、在庫処分を命じられた。
ほとんどのイタリアは南カリフォルニアの新し物好きの顧客に販売され、26台中の21台がこれに該当するという。行方不明のシリアルナンバー5から10の中の5台の内2台は、初期の車が米国に届けられなかったという推測からヨーロッパにあると考えられる。近年の報告によるとこの2台はヨーロッパ内で販売されたらしい。

## 試作車 X-161
ホーネットのエンジンを搭載した1台だけの4ドア・セダンの試作車（スプリングの161番目の実験的試作車に因んで「X-161」と命名）も製作された。良好な性能を有する大型車であったこの車はイタリアの特徴の多くを引き継いでいたが、加飾は幾分控えめになっていた。ハドソンのステップダウン型車の後継となる実走行可能な試作車としてイタリアのカロッツェリア・トゥーリングで製作された。X-161は最後の「純血」ハドソン車とも評されている。

## 遺産
ハドソン・イタリアは国際的な評価も高かったが、この洗練されたスタイルの車は僅か26台しか生産されなかった。この車はハドソンが「自社のイメージ向上を図って放った最後の一矢」であった。
『365 Cars You Must Drive』の著者は、この車が市場で成功を収めれば利益をもたらして売り上げを増加させる助けとなるだろうという「やぶれかぶれ」の決断であったと記している。振り返ってみるとイタリアは自動車メーカーにとっては一つの「災難」であったが、同時に当時の「自動車産業における典型的な車両開発」を表していた。
イタリアの大きなグリルのデザインは後に2社が統合された後に発売された1956年モデルのハドソンに採用された。
自動車収集家のGordon Apkerはイタリアの外観をこう評した。「これぞ’50年代。フラッシュ・ゴードンの世界。アメリカを舞台にしたイタリアのドラマである。」
ハドソン・イタリアは「小型、スポーティ、スタイリング上の革新性に溢れる人目を引くクーペといった点でフォード・モーターが開発した初代マスタングのコンセプトと似ていた。イタリアはマスタングとほぼ同じ大きさであり、自社の既存のコンパクトセダンからメカニカルコンポーネントを流用するというフォードの「ポニーカー」 (pony car) の手法も似ていたが、ムスタングよりも優に10年は先取りしていた。」
ハドソン・イタリアは、ペブルビーチ・コンクール・デレガンスといった数々の格式あるカーショーに招待され、特別賞を獲得する常連である。2013年にスコッツデールで行われたバレットジャクソンのオークションで21番目の車が「最低落札価格無し」で$39万6,000の価格が付いたことで分かるようにイタリアの市場価値は上昇している。この車は『Sports Car Market』誌の分析では「落札者が家に持ち帰って悲鳴をあげたくなるような」状態の車であった。2009年と2012年に売買された別の車も$25万以上の価格で売買された。